# 博羅夫尼察市鎮

博羅夫尼察市鎮，是斯洛文尼亞中部的一個市镇，處於內卡尼奧拉地區，行政中心为博羅夫尼察。市镇面積为42平方公里，2002年人口数量为3,839人，人口密度每平方公里91人。